# Championnat d'Angleterre de football 1888-1889
Navigation
Édition suivante
Le Championnat d'Angleterre de football 1888-1889 est la saison inaugurale du premier championnat national de l'histoire du football. La compétition, créée par les clubs de football est une épreuve opposant des clubs professionnels et exclusivement originaires du centre et du nord de l'Angleterre.
Le championnat est remporté par Preston North End qui reste invaincu toute la saison, enlevant même la FA Cup. Preston hérite pour l'occasion du surnom d'« invincibles ». John Goodall est le meilleur buteur du championnat.
Au terme du championnat, après un vote au sein de la fédération, tous les clubs engagés dans cette édition inaugurale sont reconduits pour participer à la saison suivante.

## L'organisation du championnat

### La création du championnat
Le championnat d'Angleterre n'est pas la plus ancienne compétition de football d'audience nationale en Angleterre. Ce titre revient à la Cup lancée en 1871 sous le nom de Challenge Cup. Pendant dix-sept années, elle est donc la seule compétition officielle et nationale organisée par la Football Association. Mais cette compétition ne réussit pas à remplir la saison des clubs qui sont officiellement professionnels depuis deux saisons. Ce sont les clubs et non la fédération qui prennent les choses en mains. La création du championnat (League) n'est pas le fait de la Fédération mais une initiative des clubs cherchant à présenter un calendrier stable et cohérent. Ce premier championnat est professionnel, et aucun club du sud du pays n'y participe.
La personnalité à l'origine de la création du championnat d'Angleterre est paradoxalement un écossais, William Mc Gregor. Il est membre du comité directeur du club d'Aston Villa et en tant que tel confronté au financement de ses joueurs. Le professionnalisme existe de manière officielle depuis deux années, et les matchs amicaux et ceux de la Coupe d'Angleterre de football ne suffisent pas à assurer le paiement de l'équipe créée en 1874. Son idée est d'organiser une compétition avec des rencontres régulières sur le modèle de la Ligue nationale de baseball lancée aux États-Unis en 1876.
Les matchs se déroulent le samedi. Le choix de ce jour a été le résultat d'une longue réflexion chez les organisateurs. Ce choix est aussi le reflet de l'organisation de la société anglaise de la révolution industrielle. En raison de l'importance de la religion en cette fin du XIXe siècle, il est impossible de jouer le dimanche. Cette interdiction est même inscrite dans les premières règles du football éditées par la Football Association. Le choix du samedi c'est fait pour des raisons socio-économiques. Comme les travailleurs devaient être à l'usine, on ne pouvait organiser les matchs en semaine. Seul restait le samedi. Car ce jour-là de nombreux travailleurs pouvaient bénéficier d'un peu de temps libre pour se rendre au stade. À Nottingham par exemple les travailleurs des industries textiles ont obtenu comme résultat des luttes sociales un repos le samedi après-midi. Dans le Lancashire, de nombreux travailleurs terminaient ce jour-là à 13:00. Les dirigeants des grandes industries pouvaient ainsi proposer une distraction populaire pour meubler le temps libre de leurs ouvriers.
Les organisateurs ont ensuite fait le choix de faire débuter le championnat en septembre. Ce choix est essentiellement le résultat de la volonté de ne pas concurrencer le cricket dont la saison est traditionnellement estivale. Ainsi nombreux sont les joueurs de football qui vont pouvoir enchainer une saison de championnat de cricket en été et la saison de championnat de football en hiver. Le même type de décision avait été prise en 1871 pour le lancement de la FA Cup. Ces deux compétitions vont donc se partager le calendrier hivernal. Le partage de l'année permet aussi aux clubs de football de disputer leurs matchs sur les terrains des clubs de cricket dès lors qu'ils ne possèdent pas de terrains spécifiques. C'est le cas en cette première saison pour les clubs d'Accrington, Derby et Sheffield.

### Le football et son évolution en 1888
Le football pratiqué en 1888-1889 est très différent de celui du début du XXIe siècle, mais les bases essentielles sont en place. La Football Association, la fédération qui règlemente ce sport en Angleterre a déjà éprouvé son règlement en organisant depuis 1871 la Coupe d'Angleterre.
Le style de jeu pratiqué est toujours en évolution, mais les premières tactiques se mettent lentement en place. On retrouve encore ces mêlées furieuses devant les buts qui rendent parfois impossible de déterminer le nom du buteur. Le premier club à avoir organisé et structurer à la fois son jeu et son équipe est le Queen's Park Football Club, le premier grand club écossais. Le Royal Engineers a lui mis en place ce qui s'appelait alors le « jeu de combinaison » ou dit autrement, le jeu de passe. Cette technique lui a permis de se hisser quatre fois en finale de la FA Cup et de la remporter une fois en 1875. Mais le Kick and rush reste un point essentiel du football anglais balbutiant.
1888 marque l'apparition au plus haut niveau d'un nouveau club innovant, le Preston North End. Il reprend à son compte la réflexion sur le jeu de ses illustres prédécesseurs et entreprend une démarche « scientifique ». Preston est novateur dans la disposition des joueurs sur le terrain et donc sur les tâches qui sont attribuées à chacun d'eux. Alors que la pratique habituelle était d'organiser une équipe avec deux défenseurs, un milieu de terrain et sept attaquants dont deux avant-centres, Preston choisi de combiner attaque et défense en mettant en place une schéma tactique en 2-3-5, soit deux défenseurs, trois milieux et cinq attaquants. Cette formation libère le milieu de terrain de son obligation de stopper l'avant centre adverse. le milieu de terrain joue donc un rôle important de soutien, tant en défense qu'en attaque.
Le rôle du gardien de but évolue lui aussi pour cette première saison du championnat. En 1888, il lui est désormais autorisé de saisir le ballon avec les mains mais uniquement dans sa propre moitié du terrain. Cette évolution permet de limiter son influence dans les phases d'attaque. Cette règle explique aussi pourquoi il est alors parfaitement autorisé de charger à l'épaule le gardien, qu'il ait saisi le ballon ou pas. Ces charges physiques peuvent s'avérer parfois très violentes et les remplacements n'existent pas encore en cas de blessure.

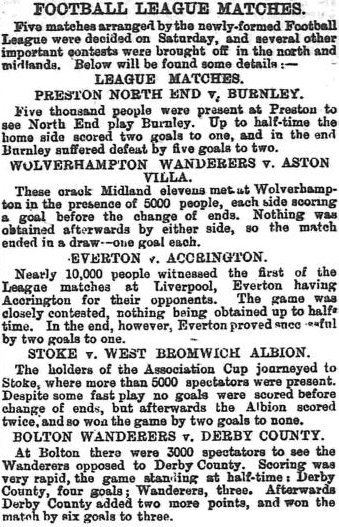
Compte-rendu de la première journée du championnat d'Angleterre de Football 1888-1889 - 8 septembre 1888 - publié dans le Sheffield & Rotherham Independent.

Depuis 1872, l'arbitrage se fait avec la présence d'un umpire. Au commencement l'arbitre est placé sur le bord du terrain. Il prend les décisions dès lors que les deux capitaines n'ont pas réussi à se mettre d'accord. Ils gagnent rapidement le droit d'octroyer des coups francs puis d'expulser un joueur. Vers 1880 un arbitre situé en tribune commence à être employé en cas de désaccord entre umpires. L'application du règlement n'est confiée à un corps arbitral situé sur le terrain qu'en 1891.
Le capitanat est une problématique importante dans le football des origines. Cette importance trouve son origine dans l'organisation du sport dans l'Angleterre victorienne. Le capitaine joue plusieurs rôles dans l'équipe. Il est le relais entre les dirigeants et les joueurs puisque le rôle d'entraineur ou de manager n'est pas encore établi. Il est aussi la courroie de transmission entre les joueurs et l'arbitre qui est positionné en bordure du terrain, près de la ligne centrale. Les deux capitaines sont donc les premiers arbitres, l'arbitre central départageant les cas litigieux. C'est aussi le capitaine qui gère la mi-temps rassemblant autour de lui l'équipe et donnant les consignes pour la suite du match.
Le succès du championnat aidant, le nombre de matchs officiels grandissant, l'International Board et au premier rang duquel la FA entame deux ans plus tard, en 1891, la première grande refonte des règles du football.

### Un début de médiatisation
La connaissance de cette première saison du championnat d'Angleterre doit aux témoignages de ceux qui y ont participé et à la lecture des comptes rendus de match dans la presse locale et nationale de l'époque. La presse spécifiquement sportive ou totalement consacrée au football est encore balbutiante. Le premier journal consacré au football parait en novembre 1878. Il se nomme The Goal. Il vient concurrencer un hebdomadaire sportif, l'Athletic News, qui est publié depuis 1875 à Manchester. Un très grand nombre de journaux locaux insèrent rapidement un feuillet réservé au football dans leur édition du week-end. La qualité voire la fiabilité des articles laisse souvent à désirer. Mais ce manque de qualité n'est pas à mettre totalement sur le dos des journalistes. Le football ne s'est pas organisé pour rendre lisible les matchs. Si les équipes portent enfin un équipement identique pour tous les joueurs d'une même équipe, les maillots ne portent pas encore de numéro dans le dos. Difficile donc d'identifier les joueurs surtout quand les buts viennent après un cafouillage devant les buts. La presse n'a pas non plus accès aux vestiaires et donc aux joueurs ce qui aurait bien facilité la vérification des faits.

### La professionnalisation
La professionnalisation du football en Angleterre est une des problématiques issues de l'organisation de la Challenge Cup et de la volonté des dirigeants de clubs voulant la remporter. L'idée a germé dans les clubs du Nord, ceux des bassins industriels de Liverpool et Manchester et s'est heurtée longtemps à l'opposition farouche des clubs du sud longtemps dominés par les anciens élèves des grandes écoles et universités de Londres, Oxford et Cambridge.
C'est lors de la saison 1886-1887 que l'ensemble des clubs et associations régionales acceptent le professionnalisme. Le premier professionnel officiel du football est le écossais Fergus Suter joueur du Darwen Football Club.

## Les clubs de l'édition 1888-1889

### Liste et localisation des clubs participants
La totalité des clubs participant à la première saison du championnat provient du nord du pays. Cette localisation spécifique s'explique par la professionnalisation du football. Le championnat étant professionnel il exclut de fait les clubs du sud du pays qui eux ont refusé la professionnalisation.
Les clubs s'organisent autour de deux centres urbains, avec d'une part un groupe autour de Birmingham et un autre autour du Lancashire. Cette répartition est aussi celle des grands industriels britanniques qui ont fondé les premières équipes professionnelles.
| \| Aston Villa Accrington Blackburn Rovers Bolton Wanderers Burnley Derby County Everton Notts County Preston North End Stoke WBA Wolves \| Localisation des clubs engagés dans le championnat. |
| Aston Villa Accrington Blackburn Rovers Bolton Wanderers Burnley Derby County Everton Notts County Preston North End Stoke WBA Wolves                                                           |

| Club                    | Fondation | Ville          | Stade                       | Capacité | Affluence moyenne, |
| ----------------------- | --------- | -------------- | --------------------------- | -------- | ------------------ |
| Accrington FC           | 1876      | Accrington     | Thorneyholme Road           | -        | 3 610              |
| Aston Villa             | 1874      | Birmingham     | Wellington Road             | -        | 4 555              |
| Blackburn Rovers        | 1874      | Blackburn      | Leamington Road             | -        | 5 505              |
| Bolton Wanderers        | 1874      | Bolton         | Pikes lane                  | -        | 5 305              |
| Burnley FC              | 1881      | Burnley        | Turf Moor                   | 12 000   | 4 200              |
| Derby County            | 1884      | Derby          | Racecourse Ground           | -        | 3 050              |
| Everton FC              | 1878      | Liverpool      | Anfield                     | 20 000   | 7 260              |
| Notts County            | 1862      | Nottingham     | Trent Bridge Cricket Ground | -        | 4 300              |
| Preston North End       | 1881      | Preston        | Deepdale                    | -        | 2 680              |
| Stoke FC                | 1863      | Stoke-on-Trent | Victoria Ground             | -        | 3 450              |
| West Bromwich Albion    | 1879      | West Bromwich  | Stoney Lane                 | -        | 4 275              |
| Wolverhampton Wanderers | 1877      | Wolverhampton  | Dudley Road                 | 10 000   | 3 980              |

### Les stades
Les clubs qui disputent cette première saison du championnat disputent leurs matchs dans des stades qui pour la plupart sont déjà assez imposants. Anfield qui est alors le stade d'Everton propose une capacité de plus de 20 000 places, Dudley Roard près de 10 000. Ce sont soit des stades spécifiquement équipés pour le football soit des stades de cricket comme à Nottingham ou Derby. Ces stades sont généralement composés de tribunes latérales proposant des places assises et des terre-pleins en terre derrière les buts. Les tribunes d'Anfield proposent au commencement de la saison près de 8000 places assises. Sa capacité d'accueil totale est de 20 000 spectateurs. Le confort des stades reste sommaire. Pikes Lane, le stade de Bolton, n'est par exemple équipé de vestiaires qu'en 1894.
Les affluences moyennes pour les matchs de football sont pour le championnat très élevées. Le tableau ci-dessus en donnent les chiffres. Les places dans les stades représentent tout de même une somme respectable pour les spectateurs. Les tarifs d'entrée peuvent aller du simple au double, de 1.5 pence à Blackburn à 2.5 pence à Wolverhampton. Les tarifs pour des places assises représentent à peu près le double d'une place debout.

## La compétition

### Le premier mois de compétition
| Club                    | Matchs joués | Victoires |
| ----------------------- | ------------ | --------- |
| Preston North End       | 3            | 3         |
| Aston Villa             | 3            | 2         |
| Everton FC              | 3            | 2         |
| West Bromwich Albion    | 3            | 2         |
| Accrington FC           | 3            | 1         |
| Blackburn Rovers        | 2            | 1         |
| Derby County            | 3            | 1         |
| Burnley FC              | 3            | 1         |
| Wolverhampton Wanderers | 3            | 1         |
| Stoke FC                | 2            | 1         |
| Bolton Wanderers        | 3            | 0         |
| Notts County            | 3            | 0         |

Le 8 septembre 1888 est le premier jour du premier championnat de football de l'histoire. Ce jour-là cinq matchs sont disputés et 24 000 personnes ont assisté à 23 buts. Preston bat Burnley sur le score de 5 buts à 2, Bolton est défait à domicile par Derby 6 à 2, Everton domine Accrington 2 à 1 et West Bromwich l'emporte à Stoke 2 à 0.
Rapidement se pose la question de l'élaboration d'un classement. Lors du premier mois, le classement se base sur le nombre de victoires. Au terme des trois premières journées du championnat, le classement s’établit comme décrit le tableau de droite.
C'est lors de ce premier mois, et même dès la deuxième journée, que le premier Hat-Trick du championnat est marqué. Il est l'œuvre de William Tait lors de la victoire de Burnley 4 buts à 3 sur le terrain de Bolton. L'attaquant de Burnley marque pour l'occasion 3 de ses 5 buts de l'année. La carrière de Tait au sein de Burnley est par ailleurs de courte durée puisqu'il ne dispute que cinq match avant de quitter l'équipe dès le mois d'octobre suivant.
Le championnat est vite confronté à une des manifestations courantes du football dès sa création, la violence sur le terrain. Les premiers rapports d'actes violent entre joueurs datent du 22 septembre et du match entre Aston Villa et Everton. À cette occasion les journalistes présents au bord du terrain ont signalé les charges particulièrement virulentes faites sur le gardien de Villa Aschmore et celles non moins virulentes de celui-ci sur ses adversaires. Les penalties ne seront introduits dans le règlement qu'à partir de la fin de la saison suivante, en juin 1890 exactement.

### Le point fin 1888
| Club                    | Matchs joués | Points |
| ----------------------- | ------------ | ------ |
| Preston North End       | 16           | 29     |
| Aston Villa             | 15           | 22     |
| Wolverhampton Wanderers | 15           | 20     |
| Blackburn Rovers        | 15           | 19     |
| West Bromwich Albion    | 15           | 17     |
| Everton FC              | 15           | 16     |
| Accrington FC           | 16           | 15     |
| Stoke City              | 16           | 10     |
| Burnley FC              | 16           | 10     |
| Bolton Wanderers        | 14           | 9      |
| Notts County            | 13           | 6      |
| Derby County            | 12           | 5      |

Cette deuxième partie du championnat permet à Preston North End d'assoir sa domination sur la compétition. Le club enchaîne les victoires et John Goodall les buts. Lors de la huitième journée du championnat, le 27 octobre 1888, Preston écrase un de ses concurrents direct au titre, les Wolverhampton Wanderers, sur le score de 5 buts à 3. Goodall signe un triplé. Lors de la même journée, Notts County s'impose 6 à 1 contre Burnley. Lors de ce match Bob Jardine marque 5 buts. Il est le tout premier joueur à marquer 5 buts lors d'un match de championnat.

## Les classements
| Rang | Équipe                  | Pts | J  | G  | N | P  | Bp | Bc | Diff |
| ---- | ----------------------- | --- | -- | -- | - | -- | -- | -- | ---- |
| 1    | Preston North End C     | 40  | 22 | 18 | 4 | 0  | 74 | 15 | +59  |
| 2    | Aston Villa             | 29  | 22 | 12 | 5 | 5  | 61 | 43 | +18  |
| 3    | Wolverhampton Wanderers | 28  | 22 | 12 | 4 | 6  | 50 | 37 | +13  |
| 4    | Blackburn Rovers        | 26  | 22 | 10 | 6 | 6  | 66 | 45 | +21  |
| 5    | Bolton Wanderers        | 22  | 22 | 10 | 2 | 10 | 63 | 59 | +4   |
| 6    | West Bromwich Albion    | 22  | 22 | 10 | 2 | 10 | 40 | 46 | -6   |
| 7    | Accrington FC           | 20  | 22 | 6  | 8 | 8  | 48 | 48 | 0    |
| 8    | Everton FC              | 20  | 22 | 9  | 2 | 11 | 35 | 46 | -11  |
| 9    | Burnley FC              | 17  | 22 | 7  | 3 | 12 | 42 | 62 | -20  |
| 10   | Derby County            | 16  | 22 | 7  | 2 | 13 | 41 | 61 | -20  |
| 11   | Notts County            | 12  | 22 | 5  | 2 | 15 | 40 | 73 | -33  |
| 12   | Stoke FC                | 12  | 22 | 4  | 4 | 14 | 26 | 51 | -25  |

| Légende : Qualifications et relégations | Légende : Qualifications et relégations     |
| --------------------------------------- | ------------------------------------------- |
|                                         | Champion d'Angleterre                       |
|                                         | Réélection                                  |
|                                         | C : Vainqueur de la Coupe d'Angleterre 1889 |

### Les résultats
| Résultats (▼dom., ►ext.)                                   | ACR | AST | BLA | BOL | BUR | DER | EVE | NOT | PNE | STO | WBA | WOL |
| Accrington FC                                              |     | 1-1 | 0-2 | 2-3 | 5-1 | 6-2 | 3-1 | 1-2 | 0-0 | 2-0 | 2-1 | 4-4 |
| Aston Villa                                                | 4-3 |     | 6-1 | 6-2 | 4-2 | 4-2 | 2-1 | 9-1 | 0-2 | 5-1 | 2-0 | 2-1 |
| Blackburn Rovers                                           | 5-5 | 5-1 |     | 4-4 | 4-2 | 3-0 | 3-0 | 5-2 | 2-2 | 5-2 | 6-2 | 2-2 |
| Bolton Wanderers                                           | 4-1 | 2-3 | 3-2 |     | 3-4 | 3-6 | 6-2 | 7-3 | 2-5 | 2-1 | 1-2 | 2-1 |
| Burnley FC                                                 | 2-2 | 4-0 | 1-7 | 4-1 |     | 1-0 | 2-2 | 1-0 | 2-2 | 2-1 | 2-0 | 0-4 |
| Derby County                                               | 1-1 | 5-2 | 2-0 | 2-3 | 1-0 |     | 2-4 | 3-2 | 2-3 | 2-1 | 1-2 | 3-0 |
| Everton FC                                                 | 2-1 | 2-0 | 3-1 | 2-1 | 3-2 | 6-2 |     | 2-1 | 0-2 | 2-1 | 1-4 | 1-2 |
| Notts County                                               | 3-3 | 2-4 | 3-3 | 0-4 | 6-1 | 3-5 | 3-1 |     | 0-7 | 0-3 | 2-1 | 3-0 |
| Preston North End                                          | 2-0 | 1-1 | 1-0 | 3-1 | 5-1 | 5-0 | 3-0 | 4-1 |     | 7-0 | 3-0 | 5-2 |
| Stoke FC                                                   | 2-4 | 1-1 | 2-1 | 2-2 | 4-3 | 1-1 | 0-0 | 3-0 | 0-3 |     | 0-2 | 0-1 |
| West Bromwich Albion                                       | 2-2 | 3-3 | 2-1 | 1-5 | 4-3 | 5-0 | 1-0 | 4-2 | 0-5 | 2-0 |     | 1-3 |
| Wolverhampton Wanderers                                    | 4-0 | 1-1 | 2-2 | 3-2 | 4-1 | 4-1 | 4-0 | 2-1 | 0-4 | 4-1 | 2-1 |     |
| - Victoire à domicile - Match nul - Victoire à l'extérieur |     |     |     |     |     |     |     |     |     |     |     |     |

### Promotion et relégation
Le règlement du championnat prévoit que les quatre équipes classées aux quatre dernières places voient leur participation à la saison 1889-1890 mise aux votes. Lors de l’Assemblée générale annuelle un vote est donc organisé mettant aux prises ces quatre équipes et les candidats à l’adhésion au championnat. Au terme de la consultation, Stoke FC, Burnley, Notts County et Derby County se maintiennent dans le championnat. Aucun des candidats à l’adhésion n’est retenu.
| Club                      | Votes | Résultat |
| ------------------------- | ----- | -------- |
| Stoke FC                  | 10    | Réélu    |
| Burnley FC                | 9     | Réélu    |
| Derby FC                  | 8     | Réélu    |
| Notts County              | 7     | Réélu    |
| Mitchell St. George’s     | 5     | Refusé   |
| The Wednesday             | 4     | Refusé   |
| Bootle FC                 | 2     | Refusé   |
| Sunderland AFC            | 2     | Refusé   |
| Newton Health             | 1     | Refusé   |
| Grimsby Town              | 0     | Refusé   |
| Sunderland Albion         | 0     | Refusé   |
| South Shore Football Club | 0     | Refusé   |

La quasi-totalité des clubs refusés s'associent alors pour organiser une compétition concurrente : la Football Alliance.

### Le classement des buteurs

#### Classement final
Avec 21 buts en 22 matchs, John Goodall, qui joue à Preston North End, remporte le titre de meilleur buteur du championnat.
| Place              | Joueur            | Club                    | Buts |
| ------------------ | ----------------- | ----------------------- | ---- |
| Médaille d'or      | John Goodall      | Preston North End       | 21   |
| Médaille d'argent  | Jimmy Ross        | Preston North End       | 18   |
| Médaille de bronze | Albert Allen      | Aston Villa             | 17   |
| 4                  | John Southworth   | Blackburn Rovers        | 16   |
| =                  | Harry Wood        | Wolverhampton Wanderers | 16   |
| 6                  | Allan Green       | Aston Villa             | 14   |
| 7                  | James Brogan      | Bolton Wanderers        | 13   |
| =                  | David Weir        | Bolton Wanderers        | 13   |
| 9                  | Fred Dewhurst     | Preston North End       | 12   |
| =                  | Harry Fecitt      | Blackburn Rovers        | 12   |
| =                  | Alexander Barbour | Accrington FC           | 12   |
| =                  | Alexander Higgins | Derby County            | 12   |
| =                  | Thomas Pearson    | West Bromwich Albion    | 12   |

#### Mais qui a marqué le premier but du championnat?
La question du premier but de l'histoire du championnat a longtemps été si ce n'est un mystère, en tout cas une erreur d'appréciation. Le premier footballeur à avoir été gratifié du titre de premier buteur est Gershom Cox d'Aston Villa. Cox marque en effet un but contre son camp contre Wolverhampton Wanderers à la 30e minute du match.
Il a fallu décortiquer les quelques articles de presse décrivant les cinq matchs de la première journée pour s'apercevoir quelques problèmes de chronologie notamment sur l'heure réelle de commencement des diverses rencontres. Le bibliothécaire Robert Boylinga reprend la chronologie des matchs et met en évidence que le premier buteur de l'histoire du championnat est l'international anglais Kenny Davenport buteur le 8 septembre 1888 à 15:47.

### Les«invincibles»

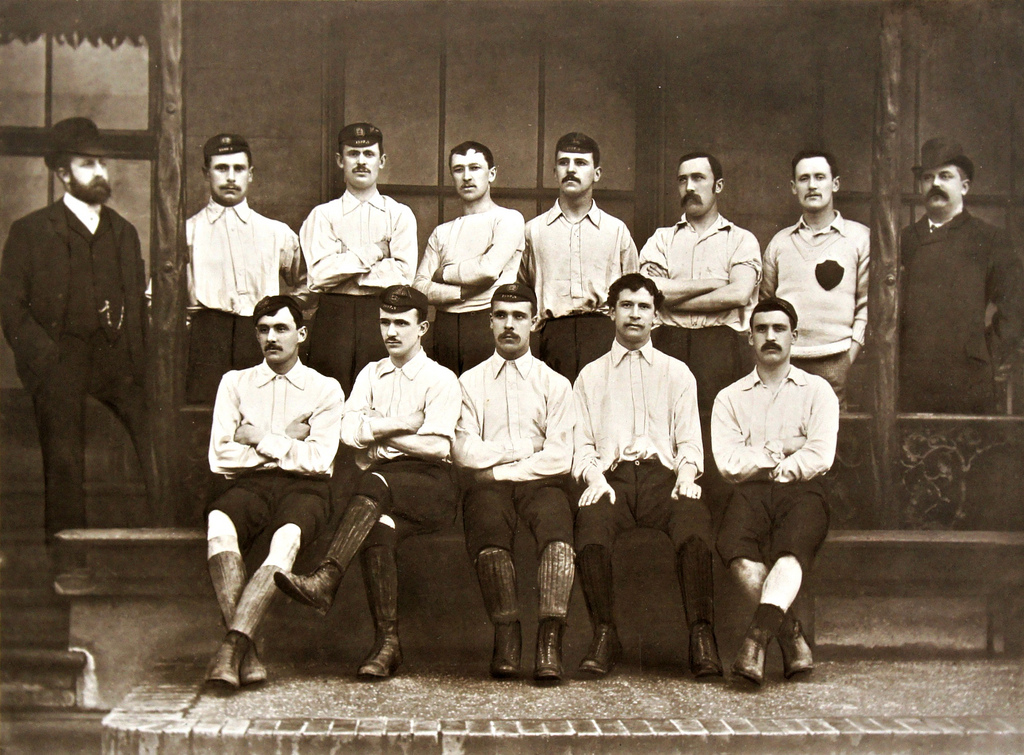
L'équipe de Preston North End de la saison 1888-1889.

Matches joués et buts entre parenthèses.
- Robert Holmes (22)
- John D. Graham (Écosse) (22)
- Sandy Robertson (Écosse) (21/3)
- James Donaldson Ross (Écosse) (21/19)
- John Goodall (22/21)
- James Trainer (Pays de Galles) (20)
- John B. Gordon (Écosse) (20/10)
- Robert Henry Howarth (18)
- David Kennedy Russell (Écosse) (18)
- Fred Dewhurst (16/12)
- Samuel Thomson (Écosse) (16/3)
- George Drummond (12/1)
- William Graham (5)
- John Edwards (4/3)
- Archibald L. Goodall (2/1)
- Robert Mills-Roberts (2)
- Richard Whittle (1/1)
- Jock Inglis (1/1)

## Bilan de la saison
| Championnat d'Angleterre de football 1888-1889 |                               |
| Champion                                       | Preston North End (1er titre) |
| Dauphin                                        | Aston Villa                   |
| Promotions et relégations                      |                               |
| Promus en Football League                      | Aucun                         |
| Relégués                                       | Aucun                         |